# Fülemüleszittyó
A fülemüleszittyó (Juncus articulatus) az egyszikűek kládjába, a szittyófélék (Juncaceae) családjának Juncus nemzetségbe tartozó faj. Nedves helyeken, iszaptársulásokban gyakori, rizómás évelő. Hajtása 15-60 cm magas. Levéllemez belseje rekeszes. A lepellevelek pikkelyszerűek, egyforma hosszúak (3 mm), széles-lándzsásak, sötétbarnák, a három belső széle kissé hártyás. Az ecsetvirágzatban a virágok általában 4–8-as csoportokban állnak, de 12 virágú csoport is ismert. Termése hosszúkás, fényes sötétbarna tok, amely akkora vagy csak valamivel hosszabb, mint a lepel. Július és október közt virágzik.

## Élőhely
Eurázsiában, Észak-Afrikában és Észak-Amerikában őshonos, Dél-Afrikába, Ausztráliába és Új-Zélandra behozták.

## Tűrőképesség
Érzékenyebb a szárazságra és a sóra, mint a J. acutus és a J. maritimus.

## Lehetséges használat
Egyes fenantrénszármazékai, például a dehidrojunkuenin B és az enzifolin E enyhe antibakteriális és biofilmképződés-gátló hatásúak lehetnek. Utóbbi vegyület a méhnyakrák és több vastagbél-adenokarcinóma proliferációját is gátolhatja. A monofenantrének a difenantréneknél, a C9–C10 kettős kötésű származékok a dihidrofenantréneknél hatásosabbnak bizonyultak.